# Lâm Điện
Lâm Điện (chữ Hán giản thể: 林甸县, âm Hán Việt: Lâm Điện huyện) là một huyện thuộc địa cấp thị Đại Khánh, tỉnh Hắc Long Giang, Cộng hòa Nhân dân Trung Hoa. Huyện Lâm Điện có diện tích 3591 km², dân số 270.000 người. Mã số bưu chính của huyện Lâm Điện là 166300. Chính quyền nhân dân huyện Lâm Điện đóng tại trấn Lâm Điện. Huyện này 2 trấn, 6 hương. 
- Trấn: Lâm Điện, Hồng Kỳ.
- Hương: Đông Hưng, Hoành Vĩ, Tam Hợp, Hoa Viên, Tứ Hợp, Lê Minh.